# Passage Fermat
Le passage Fermat est une voie du 14e arrondissement de Paris, en France.

## Situation et accès
Le passage Fermat est situé dans le 14e arrondissement de Paris. Il débute au 2, rue Fermat et se termine au 69, rue Froidevaux.

## Origine du nom
Il porte le nom du mathématicien français Pierre de Fermat (1601-1665) en raison de sa proximité avec la rue éponyme.

## Historique
Cette voie était appelée précédemment « passage du Champ-d'Asile ».